# مال خودم می‌کنمت (ترانه مدیسون بییر)
«مال خودم می‌کنمت» (به انگلیسی: Make You Mine) ترانه‌ای از خواننده-ترانه‌پرداز آمریکایی مدیسون بییر می‌باشد که در ۹ فوریهٔ سال ۲۰۲۴ از سوی اپیک رکوردز و سینگ ایت لود منتشر گردید. این اثر توانست به جمع ۴۰ ترانهٔ برتر در کشورهای استونی، یونان، ایرلند، لبنان، لیتوانی، نروژ، لهستان و عربستان سعودی راه پیدا کند و در جدول تک‌آهنگ‌های بریتانیا به رتبهٔ ۵۰ برسد. این قطعه با تلفیقی از سبک هاوس، ئی‌دی‌ام و پاپ و بهره‌گیری از بیت‌های لو-فای ساخته شده‌است.